# Керимханов, Марат Загирович
Мара́т Заги́рович Керимха́нов (род. 26 февраля 1996, Покачи, Тюменская область) — российский боксёр, бронзовый призёр юношеских Олимпийских игр 2014 года. Мастер спорта. По национальности — кумык.

## Биография
Марат Керимханов родился 26 февраля 1996 года в городе Покачи Ханты-Мансийского автономного округа. В 2003 году в 7 летнем возрасте начал посещать секцию дзюдо. Затем в 2008 году перешёл в отделение бокса, где начал тренироваться под руководством тренера Арзана Ибирова.
В 2010 году становиться победителем первенства России и Европы среди юношей. В 2012 году, повторив этот же результат, поступает в Югорский колледж-интернат олимпийского резерва в городе Ханты-Мансийск, где продолжил тренироваться под руководством Рустама Умарова.
В 2014 году, продолжая обучение в колледже олимпийского резерва, поступает в Югорский государственный университет, на факультет "Нефтегазовое дело".
За время обучения в колледже и в университете становиться 2-х кратным победителем Кубка России, финалистом молодёжного чемпионата Европы, призёром первенства Мира и призёром юношеских Олимпийских игр. Дважды становился финалистом чемпионата МВД России по боксу.
С 2018 года ведёт тренерскую деятельность и работает в нефтегазовой сфере.

## Любительская карьера
2010 год — Победитель первенства России среди юношей в г. Анапа; победитель первенства Европы в Болгарии г. Ямбол.
2012 год — Победитель первенства России среди юношей в г. Казань; победитель первенства Европы в Болгарии г. София; Победитель Кубка России в г. Димитровград.
2013 год — Победитель международного турнира в Сербии; победитель Кубка России в г. Оренбург.
2014 год — Призёр первенства мира в Болгарии; призёр 2-х летних юношеских Олимпийских игр в Китае г. Нанкин; финалист первенства Европы в Хорватии г. Загреб.
2015 год — Призёр молодёжного чемпионата России в г. Кемерово; финалист чемпионата МВД России г. Анапа;
2016 год — Финалист чемпионата МВД России г. Владимир.